# August Stenborgs Gjuteri- & Fabriks AB
August Stenborgs Gjuteri- & Fabriks AB, var ett svenskt företag  i Tierp, som tillverkade främst lantbruksmaskiner.
Företaget grundades 1894 av August Stenborg som reparationsverkstad för främst yxsmide. 1896 tog Stenborg patent på en fjäderharv och 1897 belönades hans produkter med silvermedalj på Allmänna konst- och industriutställningen i Stockholm. Sortimentet utökades varteftersom och 1907 tillkom ett gjuteri vid södra ändan av Esplanaden (där senare byggdes ett tingshus). Efter en brand 1948 uppfördes en ny gjuteribyggnad vid Parkgatan.
Under de första decennierna pendlade antalet anställda mellan 50 och 70 personer. 
År 1942 köptes företaget av Bergbolagen i Lindesberg, som tillverkade bland annat dressiner och lantbruksmaskiner. Vid denna tid hade August Stenborgs omkring 150 anställda. År 1951 köptes företaget av det kooperativa AB Slöörs lantbruksmaskiner, varvid namnet ändrades till AB Tierpverken. I samband med detta samordnades försäljning och produktion med AB Örbyhus lantbruksmaskiner under det gemensamma varumärket TIVE.
År 1970 övertogs företaget av Atlas Copco, som från 1975 tillverkar verktyg i Atlas Copco Tierpverken.